# Mercy Street
Mercy Street est une chanson de Peter Gabriel, parue sur son album So sorti en 1986.

## Contexte
Mercy Street a été inspiré par l'œuvre de la poétesse américaine Anne Sexton, qui a écrit une pièce intitulée Mercy Street ainsi qu'un poème dont le titre est 45 Mercy Street.

## Production
Mercy Street, produit par Daniel Lanois, commence par des sons électroniques auxquels se superposent une boucle rythmique et des percussions de type World music.
Peter Gabriel superpose à la voix principale une deuxième voix une octave plus bas, pour donner un effet sensuel particulier.
Le titre a fait l'objet d'un clip vidéo réalisé par Matt Mahurin, commençant par un plan d'un homme prenant un bateau avec un chargement non identifié, qui ressemble à une personne dont on ne sait pas si elle est morte ou vivante.

## Musiciens
- Peter Gabriel – chant, CMI, Prophet 5, piano, CS-80
- Djalma Corrêa – surdo, congas, triangle
- Larry Klein – basse
- Richard Tee – piano
- Mark Rivera – saxophone

## Réception
La chanson fait partie de la liste des 10 chansons les plus déprimantes par le site New Musical Express.

## Reprises
Il est sorti en tant que single au Brésil en 1991, avec une version remixée par William Orbit.
Le titre a été repris par Herbie Hancock dans son album de 1996 The New Standard.
Il a également été repris dans l'album And I'll Scratch Yours par le groupe Elbow.
Il en existe 29 versions par 15 artistes différents.